# Liste de clubs brésiliens de football
Cette liste alphabétique répertorie les clubs brésiliens de football ayant évolué ou évoluant dans les championnats suivants : Série A, Série B, Série C et États brésiliens (pour ces derniers uniquement les premières divisions). 
Le signe † indique que le club est aujourd'hui disparu.
- Haut – A
- B
- C
- D
- E
- F
- G
- H
- I
- J
- K
- L
- M
- N
- O
- P
- Q
- R
- S
- T
- U
- V
- W
- X
- Y
- Z

## Nº
- 1º de Maio EC
- 4 de Julho EC
- CD 7 de Setembro
- EC 14 de Julho
- 15 de Novembro

## B
- Bacabal EC
- AA da Bahia
- EC Bahia
- SC Bahia †
- Bahiano de Tênis
- Bangu AC
- ACEC Baraúnas
- Barra do Garças FC
- Blumenau Esporte Clube
- EC Barroso †
- GR Barueri
- SC Bom Jesus
- Botafogo FC (João Pessoa)
- Botafogo FR
- Botafogo SC
- CA Bragantino
- CR Brasil
- GE Brasil
- Brasília FC
- CFZ de Brasília
- Brasiliense FC
- GE Brasiliense

## C
- AD Cabofriense
- Cacerense EC
- Cachoeiro FC
- Calouros do Ar FC
- Camaçari FC
- SC Camaçariense
- Central Sport Club
- CS Capelense
- Capital EC
- Desportiva Capixaba
- Clube Atlético Metropolitano (Blumenau)
- CRA Catalano
- Catuense Futebol SA
- SER Caxias do Sul
- CEA Clube †
- Ceará SC
- Ceilândia EC
- CEUB ES
- SER Chapadão
- Chapadinha FC
- A Clíper Clube
- GA Coariense
- Coenge FC
- CTE Colatina FC
- Colo Colo FR
- CA Colombo
- Esporte Clube Comercial
- Comerciário FC
- AD Confiança
- SC Corinthians Alagoano
- SC Corinthians
- Coritiba FC
- Corumbaense FC
- AA Coruripe
- Coxim AC
- Criciúma EC
- CI Cricket †
- CA Cristal
- Cruzeiro do Sul FC †
- AE Cruzeiro do Sul
- Cruzeiro EC
- Cuiabá EC

## D
- Defelê FC
- CE Dom Bosco
- EC Dom Pedro II

## E
- Estrela do Norte FC

## F
- Ferroviário AC (Fortaleza)
- Ferroviário AC (Maceió)
- Ferroviário EC
- Figueirense FC
- CR Flamengo
- EC Flamengo
- Fluminense de Feira FC
- Fluminense FC
- Fluminense FC (Salvador) †
- Fortaleza EC
- Friburguense AC

## G
- Galícia EC
- SE Gama
- Goiânia EC
- AC Goianiense
- Goiás EC
- Goiatuba EC
- Grêmio Porto Alegre
- AA Guanabara
- CR Guará
- Guarani FC
- Guarany AC
- Guarany SC
- Guarapari Esporte Clube
- AD Guarany

## I
- ADRC Icasa
- Imperatriz de Desportos
- Independência FC
- Independente EC
- SC Internacional
- SC Internacional (Salvador)
- Ipanema AC
- Ipatinga FC
- EC Ipitanga da Bahia
- Itabuna EC
- Itapipoca EC
- Ituano FC
- Ituiutaba EC
- Itumbiara EC
- AA Iguaçu

## J
- J. Malucelli
- GE Jaciara
- Jaguaré EC
- AE Jataiense
- SCU Ji-Paraná
- Joinville EC
- Juazeiro SC
- EC Juventude
- SE Juventude
- SER Juventude
- Juventus EC †
- AC Juventus
- CA Juventus

## L
- AD Leônico
- Libermorro FC
- AD Limoeiro FC
- CF Linhares
- Luverdense EC
- AA Luziânia

## M
- EC Macapá
- Madureira EC
- Manaus AC †
- Manaus SC †
- Maracaju AC
- Maranguape FC
- Maranhão AC
- CN Marcílio Dias
- Marília AC
- Atlético Mineiro
- Mineiros EC
- Mixto EC
- Mogi Mirim EC
- Moto Club
- CA Mundo Novo
- Murici FC

## N
- Nacional Fast
- Nacional FC (Manaus)
- Náutico Capibaribe
- EC Noroeste
- SE Nova Andradina
- CE Nova Esperança
- Nova Iguaçu FC
- EC Novo Hamburgo

## O
- Olímpico Clube †
- Olímpico Pirambu FC
- Operário FC
- Operário FC Ltda.

## P
- SE Palmeiras
- Palmeiras do NE
- Pantanal FC
- Paraná Clube
- ADA do Paraná
- Atlético Paranaense
- Paranoá EC
- Paulínia FC
- Paulista FC
- Paysandu SC
- Pederneiras FC
- SC Penedense
- Pioneira FC
- EC Poções
- AA Ponte Preta
- CA do Porto
- AA Portuguesa
- UE Portuguesa
- Portuguesa de Desportos
- AA Portuguesa Santista
- ACD Potiguar
- Princesa do Solimões EC

## Q
- Quixadá FC

## R
- Rabello FC
- Sport Recife
- Remo
- SC República
- Rio Branco AC
- Rio Branco EC
- Rio Branco FC
- Rio Branco SC
- CE Rio Branco
- A Rio Negro (Manaus)
- Rio Verde EC
- AA Rioverdense
- Ríver AC
- AA Rodoviária †

## S
- Sampaio Corrêa FC
- GA Sampaio †
- Santa Cruz EC
- Santa Cruz FC (Maceió) †
- Santa Cruz FC (Recife)
- SE Santa Inês
- Santa Quitéria FC
- Santana EC
- EC Santo André
- SC Santos Dumont
- Santos FC (Macapá)
- Santos FC (Manaus) †
- Santos FC
- EC São Bento
- AD São Caetano
- São Cristóvão FR
- São Francisco FC
- SER São José
- CERAA São Mateus
- São Paulo FC
- São Raimundo EC (Boa Vista)
- São Raimundo EC (Manaus)
- CNR São Salvador
- AD Senador Guiomard
- SD Serra FC
- AA Serviço Gráfico
- Sinop FC
- Sobradinho EC
- C Sociedade Esportiva
- Sorriso EC
- Sul América EC

## T
- Taguatinga EC
- AE Tiradentes
- GE Tiradentes
- Trem DC
- Treze FC
- Tuna Luso Brasileira

## U
- Ubiratan EC
- SC Ulbra
- SE Unaí Itapuã
- União Agrícola Barbarense FC
- CT Uniclinic
- União EC

## V
- AD Vasco da Gama
- CR Vasco da Gama
- SE Vila Aurora
- Vila Nova FC
- Vilavelhense FC
- Vitória FC
- EC Vitória
- Volta Redonda FC

## Y
- Ypiranga Clube
- EC Ypiranga
- SE Ypiranga FC